# Provincia di Karabük
La provincia di Karabük (in turco Karabük ili) è una provincia della Turchia.

## Geografia antropica

### Suddivisioni amministrative

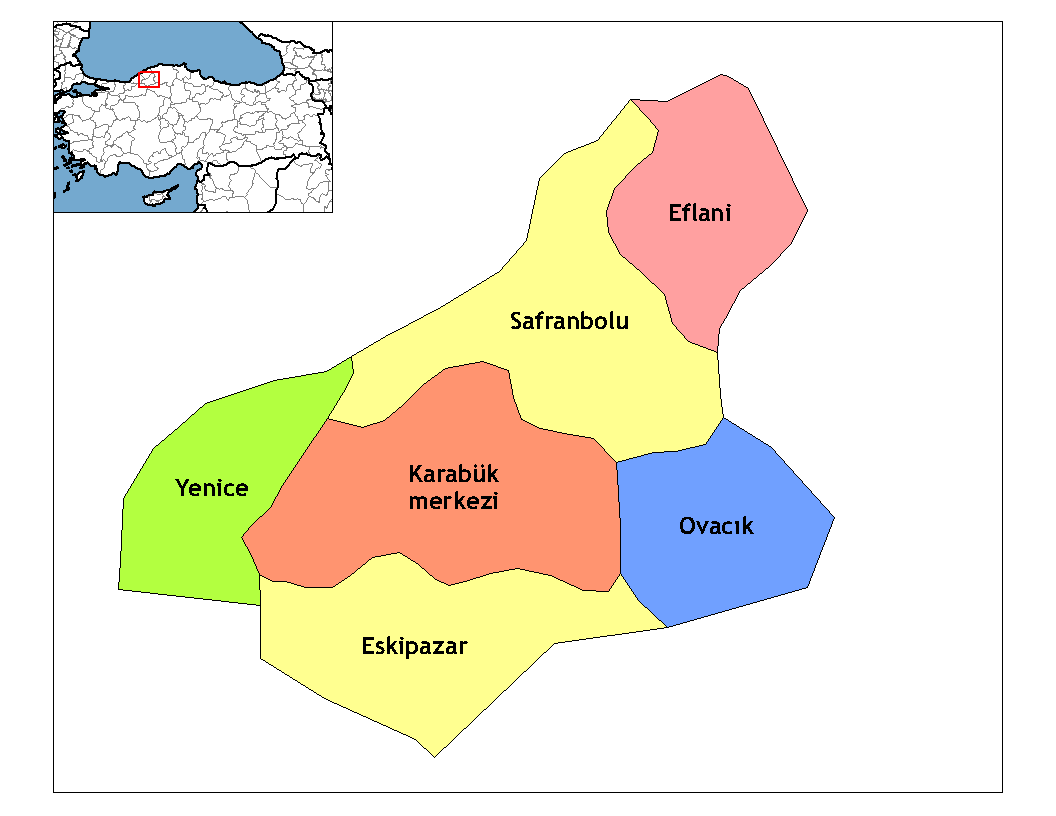
Distretti della provincia di Karabük

La provincia è divisa in 6 distretti:
- Karabük (centro)
- Eflani
- Eskipazar
- Ovacık
- Safranbolu
- Yenice

Fanno parte della provincia 8 comuni e 275 villaggi.